# Mladeč
Mladeč es un pueblo a 20 km de Olomouc en la República Checa. La cuevas de Mladeč están cerca de la población.
En esas cuevas hay un yacimiento arqueológico que tiene unos de los restos de Homo sapiens más antiguos de Europa, con una datación de unos 31 mil años.
El sitio contiene seis individuos de sapiens arcaicos, incluyendo niños. Y algunos cráneos presentas rasgos que se cree que pueden ser evidencias de hibridación con neandertales.